# Вулф-Лейк (город)
Вулф-Лейк (англ. Wolf Lake) — город в округе Бекер, штат Миннесота, США. На площади 0,4 км² (0,4 км² — суша, водоёмов нет), согласно переписи 2010 года, проживают 57 человек, в основном финского происхождения. Плотность населения составляет 140 чел./км².
- Телефонный код города — 218
- Почтовый индекс — 56593
- FIPS-код города — 27-71338[1]
- GNIS-идентификатор — 0654321[2]